# رودسر
رودسر (به زبان گیلکی: رۊدِسَر)، یکی از شهرهای استان گیلان و مرکز شهرستان رودسر است. جمعیت شهری رودسر ۴۴٫۶۷۸ نفر می باشد.
این شهر در اواخر قرن سوم هجری‌قمری مرکز حکمرانی علویان در گیلان (دوران حکومت ناصر کبیر) بود و در قرون چهارم تا هشتم هجری قمری مرکز حکمرانی علویان هوسم (موسس: سید ابوجعفر ابیض معروف به ثائر فی الله یا سید ابیض) بوده‌ است.
بانی شهر جدید رودسر سید رضی کیا (حاکم کیایی) است. وی در زمانی که شهر هوسم باستانی در قرن هشتم هجری قمری در جریان سوانح طبیعی ویران شده بود، آن را در سال ۸۲۰ هجری قمری (ابتدای قرن نهم هجری قمری) بازسازی کرد و از آن پس شهر به دلیل قرار گرفتن در میان دو رودِ کیارود و شیرارود، رودسر نامیده شد.
بانی معماری جدید شهر رودسر در دوران معاصر نیز رضا شاه پهلوی می باشد که بین سال‌های ۱۳۱۳ تا ۱۳۱۸ هجری شمسی توانست با ساخت کاخ شاه و بازار جدید (مجموعه ی مغازه های رضاشاهی که در حدفاصل دور میدان کاخ (طالقانی فعلی) تا میدان شهرداری قرار دارند) و مجموعه میدان شهرداری رودسر (شامل نه ساختمان دولتی در دور میدان با الگو گرفتن از معماری آلمانی)، چهره سنتی شهر رودسر را دگرگون نماید.

## نام
آنچه در مورد وجه تسمیه این شهر می‌توان بیان نمود این است که رودسر در قرون گذشته هوسم نامیده می‌شد و در قرن هشتم هجری قمری در جریان سوانح طبیعی ویران شد و سپس در سال ۸۲۰ هجری قمری ( ابتدای قرن نهم هجری قمری ) توسط سید رضی کیا بازسازی شد و از آن پس به دلیل قرار گرفتن در میان دو رودخانه ی کیارود و شیرارود ، رودسر نامیده شد.(تاریخ گیلان و دیلمستان،ظهیرالدین مرعشی)

## مردم
مردم رودسر گیلک هستند و به زبان گیلکی با گویش بیه‌پیش سخن می‌گویند. مهاجرین رودسر را اغلب سادات و علویون تشکیل می‌دهند که در زمان حکومت آل بویه، به رودسر مهاجرات کردند.سادات مرعشی، سادات کیایی و دیگر سادات شجره‌نامهٔ سادات از خانواده‌های میرراضی  ،جوانمرد قصاب، میر ریسی،  ریسیان و اقوام آنها در دست است. شجره‌نامه خانوادهٔ طالبزاده نیز موجودست که یک نسخه از ان در قم نگهداری می‌شود. سادات رودسر از ریشه‌های حسینی و حسنی و گاهی موسویند. در این میان بر طبق تحقیقات و شواهد خانوادهٔ طالبزاده از سادات حسنی و باقی خاندانها از سادات حسینی بازیابی شده‌اند. سادات میرکیایی، مشتمل بر خانواده‌های میرکیایی، کیایی، میرشکار و… از سادات کیایی و بازماندگان حکومت کیا بازیابی شده‌اند.

## رودسر از منظر تاریخ

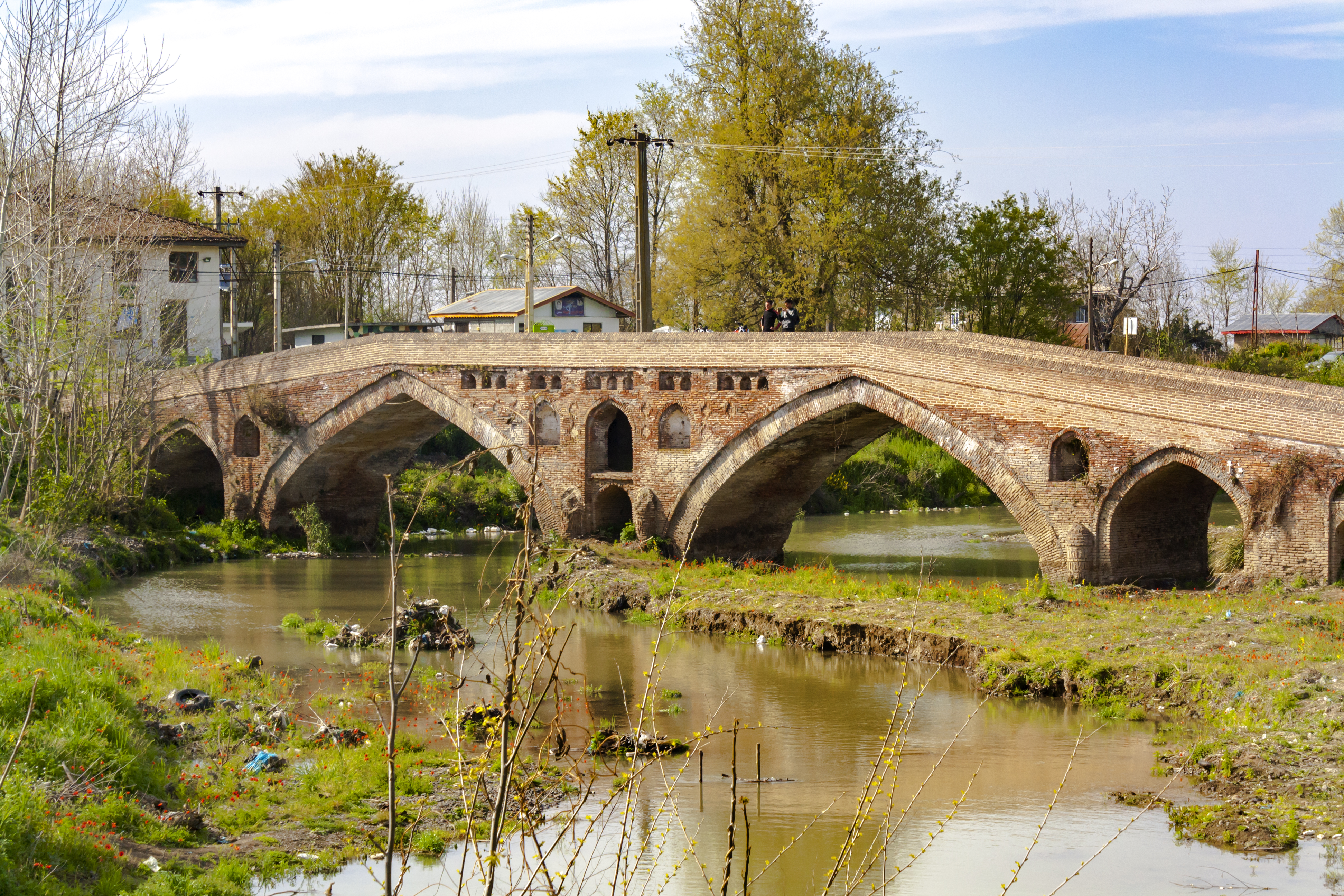
پل خشتی تمیجان با قدمت ۷۰۰ سال

مقدسی قدیمی‌ترین تاریخ‌نگار کشورمان در سال ۳۷۵ ه‍.ق هوسم را با بازاری خوب که مسجد جامعی بزرگ نزدیک مقر حاکم قرار داشته وصف نموده‌است. وی در ادامه اضافه کرده که رودخانه‌ای پرآب از شهر هوسم می‌گذرد و دارای پلی از قایق می‌باشد.
این ناحیه مرکز اقامتگاه حاکم علوی «داعی محمد حسن الاطروش» که در نیمه دوم قرن سوم هجری بدون شناسایی خلیفه بغداد و بی اعتنا به او حکومت مستقلی در این ناحیه داشت به‌شمار می‌رفت.
حمدالله مستوفی که به سال ۷۴۰ هجری قمری از هوسم دیدار کرده دربارهٔ این شهر می‌نویسد: «هوسم نزدیک دریا قرار داشته و بندر کشتی‌هایی است که از گرگان، طبرستان و شروان می‌آیند».
رابینو که نزدیک به ۸۰ سال پیش از رودسر دیدار کرده ساکنان رودسر را چنین توصیف می‌کند: «مردم رودسر با ملایمت طبع و علاقه‌مندی به مذهب اسلام معروف می‌باشند. کرجی‌ها (قایق بزرگ و کشتی کوچک) تقریباً تا نزدیکی ساحل می‌آیند و ماهی شور، ماهی دودی، همچنین قند، قماش و نفت با خود از بندر انزلی به رودسر می آروند. بازرگانی برنج با روسیه توسط مسلمانان باکو در رودسر جریان دارد». 
بانی شهر جدید رودسر سید رضی کیا(حاکم کیایی) می باشد.وی در زمانی که شهر هوسم باستانی در قرن هشتم هجری قمری در جریان سوانح طبیعی ویران شده بود، آن را در سال ۸۲۰ هجری قمری( ابتدای قرن نهم هجری قمری )بازسازی کرد و از آن پس شهر به دلیل قرار گرفتن در میان دو رود ِ کیارود و شیرارود،  رودسر نامیده شد.
اما اگر بخواهیم گذری کوتاه نیز بر تاریخ معاصر رودسر بیفکنیم باید این کار را از دوره رضاشاه پهلوی آغاز کنیم .
وی را می توان بانی معماری جدید شهر رودسر در دوران معاصر دانست که بین سال‌های ۱۳۱۳ تا ۱۳۱۸ هجری شمسی توانست با ساخت کاخ شاه و بازار جدید (مجموعه مغازه های رضاشاهی که در حدفاصل ِ دور میدان کاخ(طالقانی فعلی) تا میدان شهرداری قرار دارند) و مجموعه میدان شهرداری رودسر ( شامل نه ساختمان دولتی در دور میدان با الگو گرفتن از معماری آلمانی) ، چهره ی سنتی شهر رودسر را دگرگون نماید.

## شخصیت های سرشناس
- استاد محمدتقی روحانی رانکوهی ( پدر پایگاه داده ایران)
- پرفسور میربهادرقلی آریانژاد (استاد نام آور مهندسی صنایع ایران)
- فخر رازی
- محمد محمدی گیلانی
- مسعود مرادی (داور بین‌المللی فوتبال)
- سیدعلی میرمیران (قهرمان چهار دوره سانشوی سنگین وزن جهانی)
- احمد گرگین رودسری (شاعر)
- عزت دسترنج، معمار. حمام رودسر معروف به دسترنج از ساخته‌های اوست. این حمام در سال ۱۳۱۵ تا ۱۳۲۵ ساخت آن به طول انجامید چون در آن زمان به درجه استادی نرسیده بود نقشه آن توسط خسرو جلالی نژاد (که او هم از معماران بنام رودسر بود) طرح‌ریزی گشت. حمام مذکور در زمان خود مورد استفاده بسیاری از اهالی رودسر کلاچای و املش و توابع دیگر این شهر قرار گرفت. اما در حال حاضر با فرسایش بنای حمام در طول سالیان زیاد بقاقایی اندک از آن باقی مانده‌است.

## جاذبه‌های گردشگری و تاریخی

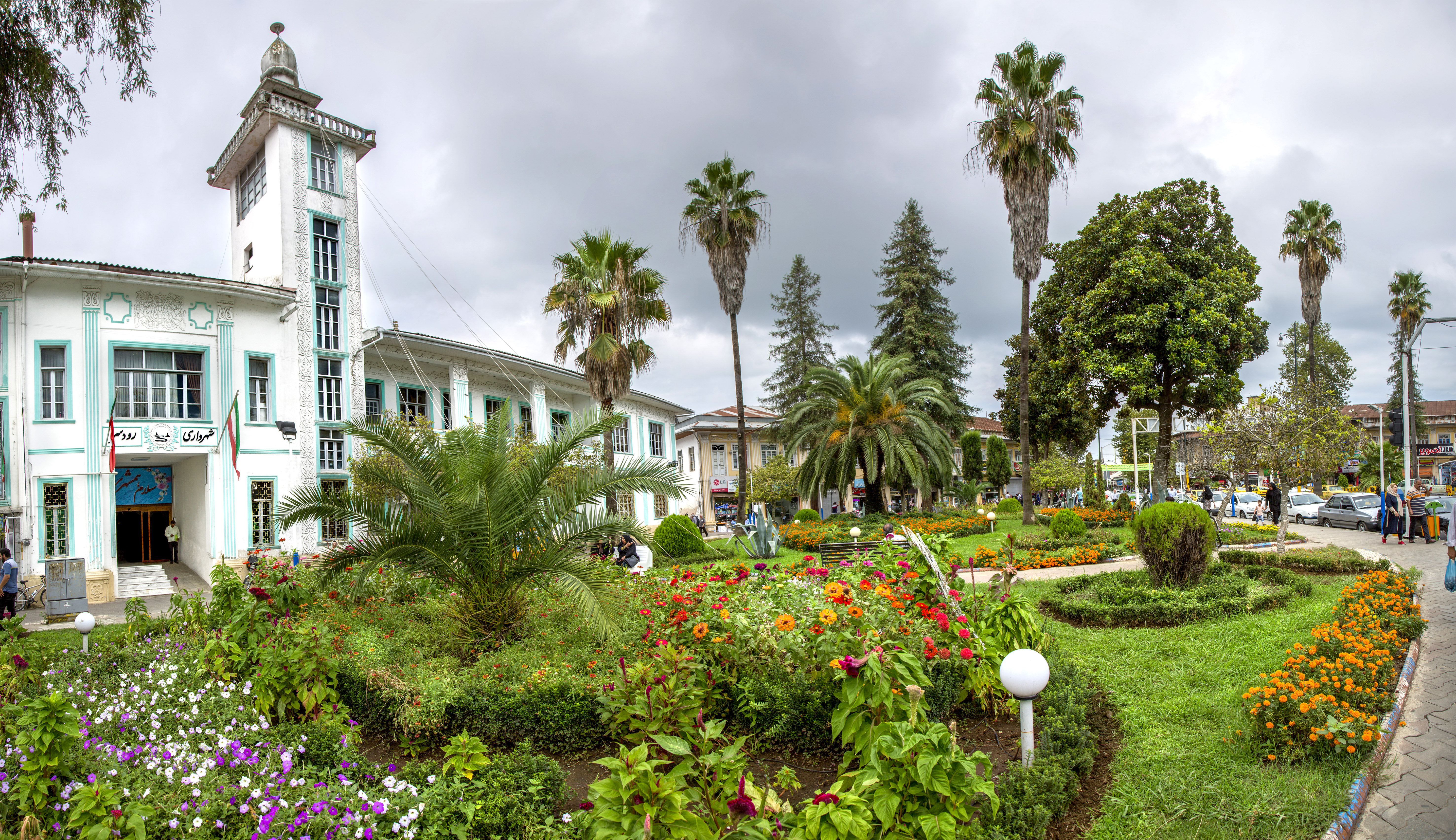
ساختمان شهرداری رودسر

مجموعه میدان شهرداری رودسر مربوط به دوره پهلوی اول است و در رودسر، میدان شهرداری واقع شده است.
این مجموعه، کامل ترین مجموعه ی میدان رضاشاهی در شمال کشور است که شامل نه ساختمان اداری ِ شهرداری، ثبت و احوال، پست و تلگراف، دارایی، شهربانی، دادگاه، ثبت اسناد و املاک، ژاندارمری و فرهنگ میباشد و به سبک معماری آلمانی و با ویژگی ِ تمرکز کلیه ادارات دولتی در یک کُلُنی یا مجموعه ساخته شده است. هر یک از این ساختمان‌ها دارای گچ‌بری‌های زیبا و منحصر به فرد بوده و به عنوان یکی از جاذبه‌های تاریخی جذاب و دیدنی شهر رودسر محسوب می‌شود.
این اثر در تاریخ ۲۶ آذر ۱۳۵۶ با شمارهٔ ثبت ۱۵۱۹ به‌عنوان یکی از آثار ملی ایران به ثبت رسیده‌است.
بقعه پیر محله مربوط به دوره ایلخانی است و در شهرستان رودسر، روستای پیرمحله واقع شده و این اثر در تاریخ ۵ دی ۱۳۵۶ با شمارهٔ ثبت ۱۵۴۲ به‌عنوان یکی از آثار ملی ایران به ثبت رسیده است.
خط ساحلی ماسه‌ای طویل و بکر این شهرستان در مقایسه با دیگر شهرهای حاشیه کاسپین موقعیت ممتازتری را ایجاد نموده‌ است. 
منطقه بسیار پرجاذبه سفیدآب رحیم آباد رودسر و آبشار زیبای آن با چشمه‌های زلال و متعدد که ازکوه‌های پر برف سرچشمه گرفته و از میان جنگل‌های انبوه می‌گذرد. قله بلند قامت سماموس (آسمان کوه) که بلندترین قله گیلان و با قامتی به درازای ۳۶۵۰متر بالاتر از سطح دریا، بر جلگه سرسبز رودسر تکیه کرده و عاشقانه به دریا می‌نگرد. رودسر از جمله معدود شهرهایی است که فاصله میان کوه و دریا در آن بسیار اندک است.منطقه توریستی حسین آباد رودسر یکی از مناطق سرسبز و بکر منطقه و از اتصال رودخانه پر آب شلمان با دریا تشکیل شده است و همچنین سوا چشمه زیبا و خروشان آسمان رود (در نزدیکی روستای مایستان) واقع در ۴۵ کیلومتری رحیم آباد رودسر در منطقه اشکورات علیا، منطقه سرسبز و فوق‌العاده دیدنی اشکورات با طبیعتی بکر، ساحل بسیار زیبا و آرام رودسر به طول ۴۰ کیلومتر هرساله پذیرای خیل مشتاقان دریا می‌باشد. منطقه جنگلی و کوهستانی سرولات (در چابکسر) بارودی بسیار پرآب و زلال که نزدیکی آن به دریا، یک شاهکار طبیعت می‌باشد چشمه آب معدنی جیرکل واقع در روستای جیرکل در یک مسیر کوهستانی و در لابلای جنگل انبوه که دارای خواص فوق‌العاده شفابخش و مفید برای بیماری‌های کلیوی، کبدی و گوارشی است. همچنین وجود غارهایی مربوط به انسان‌های ماقبل تاریخ در این منطقه حاکی از زندگی انسان‌های اولیه می‌باشد که می‌توان به غار دیارجان نزدیک آشورآباد و غار کبیران نزدیک گرمابدشت رودسر و غار سرد دره در روستای شاهیجان اشکور اشاره کرد. چشمه‌های متعدد زیبا مانند دمکش در چابکسر، قلعه بندبن قاسم‌آباد، طبیعت بکر روستاهای کوهستانی کلاچای، عطر غلیظ شکوفه مرکبات که بهار را زمزمه می‌کنند، شادی اغواگری در جای جای طبیعت شهرستان رودسر پدیدآورده. شالیزارها در هرفصل تن‌پوشی زیبا به برمی‌کنند و بر جذابیت جلگه و کوهستان می‌افزایند. چای در بهار گل‌های سفید می‌دهد و همچون زمانی که با استکان آن را سر می‌کشی، نوید رویش دوباره می‌دهد.

## کشاورزی

یکشنبه بازار رودسر

از محصولات تولید شده در رودسر می‌توان برنج، چای، مرکبات، گندم، جو، فندق، گردو، حبوبات، گل گاوزبان و انواع سبزی و ابریشم را نام برد. تنوع و فراوانی در رودسر باعث شده تا بازار هفتگی آن که در روزهای یکشنبه دایر می‌گردد از رونق فراوانی برخوردار باشد. بافت چادرشب، لباس قاسم‌آبادی، حصیر، جوراب پشمی، زنبیل، نمد بافی و تولید انواع سرامیک و سفال، نان تمیجان، کلوچه، ماهی سفید، ماهی کفال، کولی و… را نام برد که اغلب در یکشنبه بازار رودسر عرضه می‌گردد.
رودسر از مراکز مهم نوغانداری، پروش کرم ابریشم و تولید نخ ابریشم بوده‌است (جهت اهمیت موضوع قابل ذکر است، نخ ابریشم تنها محصول صادرات دولت صفوی بود.) مشاغلی مانند کوزه‌گری و کاشی سازی و حصیر بافی و دوزندگی، از مشاغل سنتی رودسر تلقی می‌شود.

## جغرافیا
موقعیت شهر رودسر در داخل شهرستان رودسر مشتمل بر بخش غربی آن شهرستان است. شهر رودسر از شرق به شهر کلاچای (دیگر شهر در شهرستان رودسر)، از شمال به دریای مازندران و از غرب به شهرستان لنگرود و از جنوب به شهرستان املش و رشته کوه‌های البرز منتهی می‌شود.